# ان‌اوای‌ای‌اس رینیر (اس ۲۲۱)
ان‌اوای‌ای‌اس رینیر (اس ۲۲۱) (به انگلیسی: NOAAS Rainier (S 221)) یک کشتی است که طول آن ۷۰٫۴ متر (۲۳۱ فوت) می‌باشد. این کشتی در سال ۱۹۶۷ ساخته شد.